# Athina Cenci

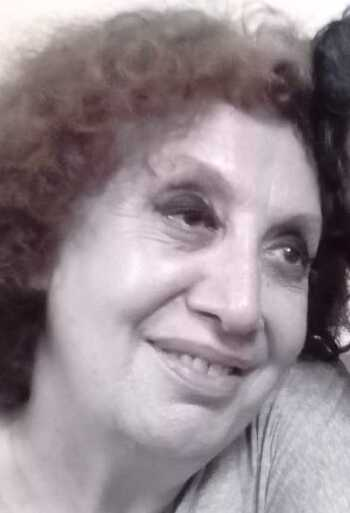
Athina Cenci (2021)

Athina Cenci (* 13. März 1946 in Kos, Griechenland) ist eine italienische Theater- und Filmschauspielerin sowie Kabarettistin.

## Leben
Cenci gründete Mitte der 1970er Jahre mit Alessandro Benvenuti die Schauspielgruppe „Giancattivi“ (zu der auch zeitweise Francesco Nuti gehörte) und nahm mit diesem Ensemble an den Fernsehsendungen Black out und La sberla (beide 1978) teil, worin sie ihre ätzende und surreale Komik zeigen konnte. Von ihrem Compagnon Benvenuti war auch ihr Kinodebüt inszeniert, als sie die Rolle der Marta in der surrealen Komödie Ad ovest di Paperino spielte. 
Sie trat danach u. a. in Mario Monicellis Hoffen wir, daß es ein Mädchen wird (1986) sowie Schulkameraden (1988) von Carlo Verdone auf. Für ihre Darstellung wurde sie jeweils mit einem David di Donatello in der Kategorie Beste Nebendarstellerin ausgezeichnet. Ihr Fernsehdebüt 1989 in Emilio gab ihr die Gelegenheit, ihre komische Ader mit Ernsthaftigkeit zu vermengen, als sie eine kompromisslose Chefredakteurin spielte. Zahlreiche Auftritte als Gaststar im Fernsehen, mit auf Video veröffentlichten Bühnenprogrammen und in Sitcoms wie I vicini di casa folgten. Auch auf der Theaterbühne war Cenci bis Ende des Jahrtausends in Stücken z. B. von Lina Wertmüller, Fabio Maraschi und Walter Manfrè aktiv. Für Film und Fernsehen stand sie nach 2001 nicht mehr zur Verfügung. Nach langer Krankheit kehrte sie 2015 für einen Doku-Film und einen Videoclip, im August auf der Bühne in Jean Cocteaus La voix humaine zurück.
Am 13. Juni 1999 wurde Cenci für die Democratici di Sinistra in den Stadtrat von Florenz gewählt. Im November 2001 trat sie aus Krankheitsgründen zurück.

## Filmografie (Auswahl)
- 1981: Ad Ovest di Paperino
- 1986: Hoffen wir, daß es ein Mädchen wird (Speriamo che sia femmina)
- 1987: Die Familie (La famiglia)
- 1988: Bandellis Alibi (I giorni del commissario Ambrosio)
- 1988: Schulkameraden (Compagni di scuola)
- 1993: Mord in der Toskana (Delitti privati) (Fernsehserie)
- 1996: Dem Himmel ganz nah (Dio vede e provvede) (Fernsehserie)
- 2001: Judas (Giudà) (Fernsehfilm)